# Баламир (вождь гуннов)
Баламир, или Валамир (романиз. Баламбер, и Баламур, тюрк. Булюмар; род. ? — ум. 388) — царь или соправитель двоецарствия гуннов (или одного из племён) второй половины IV века.

## Имя
Большинство историков полагают, что Баламир и Баламбер — суть одно историческое лицо, в зависимости от особенностей передачи имени. М. К. Любавский выдвинул гипотезу происхождения имени Баламира (или Валамира) от тюрк. «дитя», «мальчик». Монголист Я. К. Шмидт был сторонником монгольского происхождения имени «Баламир» (и монгольского же происхождения гуннов). Высказывалось предположение, что это искажённое славянское имя Владимир. Советский и российский востоковед, академик А. И. Фурсов не разделяет монгольской и тюркской гипотез и также указывает на возможное протославянское происхождение имени «Баламбер». Российский историк А. В. Майоров предположил, что Баламир и Баламбер могут быть двумя разными историческими персоналиями. Однако, по мнению Е. Ч. Скржинской, сведения о Баламбере кажутся маловероятными, поскольку имеются серьёзные расхождения с повествованием «Римской истории» Аммиана Марцеллина.

## Биография
Баламир упоминается у готского историка Иордана в его труде «Гетика». Он рассказывает, что Баламир (Balamber) с армией напал на остготов и вскоре покорил их.

Баламбер, король гуннов (rex Hunnorum) <…> повёл войско на Амала Винитария [Витимира]. И [они] долго сражаются, Винитарий побеждает в первом и втором сражении <…> В третьем же сражении, при помощи обмана, у реки по имени Эрак, когда оба подошли друг к другу, Баламбер, ранив пущенной стрелой в голову Винитария, убил [его]…— 
Среди причин этого нападения Иордан называл известие о ранении короля остготов Германариха и распятие Витимиром правителя антов Божа с сыновьями и семьюдесятью старейшинами.
Локализация загадочной реки «Эрак», упоминающейся только в сочинении Иордана, вызывает большие разногласия. Одни исследователи отождествляют Эрак (Έραξ) с рекой Эракс, упоминающейся у Константина Багрянородного. Она, в свою очередь, сопоставляется с Араксом или Фасисом (Рионом). Если следовать этой гипотезе, выходит, что готы были окончательно разбиты где-то в Закавказье.
Политическим центром гуннов в эпоху правления Баламира, по всей вероятности, была территория современной Киевской области, а столица гуннской империи располагалась в районе нынешнего Киева, что в свою очередь объясняет регулярные военные конфликты с готами за контроль над Поднепровьем.

## Преемники
Преемником Баламира в современной конвенциональной историографии принято считать его старшего сына Балтазара (в тюркских источниках тюрк. Алипби или Алып-бий), правившего в 378—390 годы; внук Баламира Улдин (тюрк. Улдиз или Улдуз) правил в 390—409 годы.
Династия правителей гуннов
- Кама-Тархан
  -  Баламир
    -  Балтазар
      -  Улдин